# Любачів (літописне місто)
Любачів, літописне місто (нині м. Любачів Підкарпатського воєводства, Польща) був заснований на межі 12 і 13 ст. на північному заході Галицької землі на р. Любачівка (притока Сану, басейн Вісли). Відомий з тексту Галицько-Волинського літопису за 1214 про угоду між угорським королем Андрашем II і краківським князем Лешеком Білим, згідно з якою було поділено Галицьку землю: «король посадыв сына своего в Галичи, а Лестькови да Перемышль, а Пакославу Любачев» (Пакослав — воєвода краківського кн. Лешека Білого). Дослідники припускають, що на той час Любачів був уже важливим містом, порівнянним із Перемишлем, очевидно, мав розвинені ремесла й торгівлю.
Археологічно не досліджений.